# جاک (استریوتایپ)

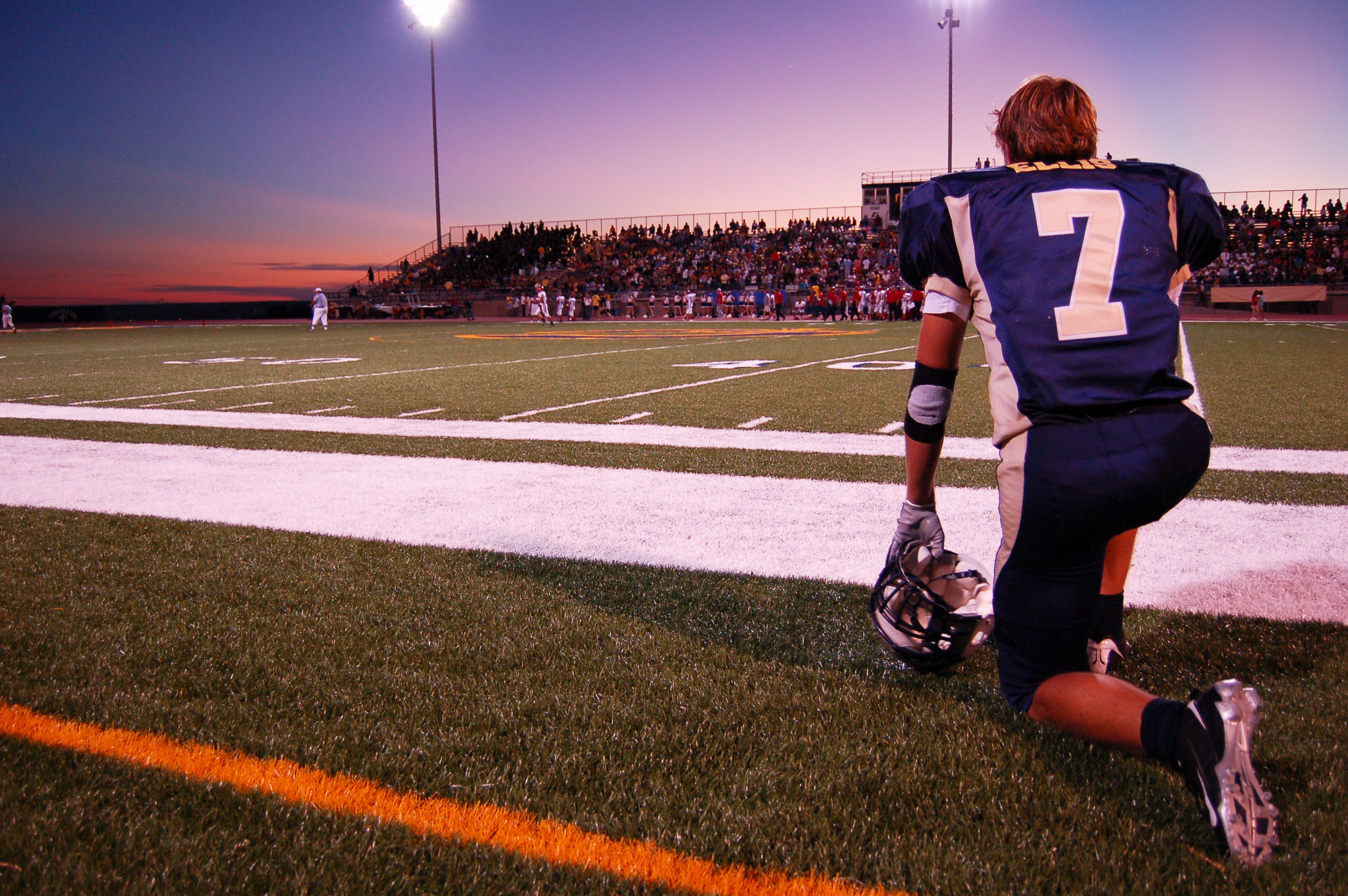
یک ورزشکار آمریکایی در حال تفکر

در ایالات متحده و کانادا، کلیشه جاک (به انگلیسی: Jock (stereotype)) یک ورزشکار، یا کسی است که در درجه اول به ورزش و فرهنگ ورزشی علاقه‌مند است، و تمایل زیادی به فرهنگ فکری ندارد. این اصطلاح معمولاً به دبیرستانی‌ها و کالجی‌ها نسبت داده می‌شود و خرده‌فرهنگ جوانان محسوب می‌گردد. به عنوان یک زیرشمولی، جاک را می‌توان مترادف با یک ورزشکار دانست. جاک‌ها معمولاً به عنوان بازیکنان مرد در ورزش‌های گروهی مانند فوتبال، بسکتبال، بیس بال، لاکراس، فوتبال، شنا و هاکی شناخته می‌شوند.
کلمات مشابهی که ممکن است با معنای مشابه جاک استفاده شوند (در آمریکای شمالی) شامل مغزعضله‌ای (به انگلیسی: musclebrain)، مغز عضله و کله‌عضله‌ای (به انگلیسی: musclehead) باشند. این اصطلاحات بر اساس این کلیشه استوار است که جاک عضلانیست اما چندان زیرک نبوده و نمی‌تواند مکالمه‌ای دربارهٔ هر موضوع دیگری به غیر از ورزش و ورزش داشته باشد.
«جاک» همچنین یک اصطلاح عامیانه است که توسطانگلیسی‌ها و ولزی‌ها برای اشاره به اسکاتلندی‌ها استفاده می‌شود.

## ریشه
تصور می‌شود که استفاده از اصطلاح «جاک» برای اشاره به یک مرد ورزشکار در حدود سال ۱۹۶۳ استفاده شده‌است. اعتقاد بر این است که این کلمه از کلمه " بیضه‌بند " (به انگلیسی: jockstrap) الهام گرفته شده گرفته شده که محافظی برای نواحی تناسلی بازیکنان ورزشیست.
جاک‌ها اغلب در مقابل کلیشهٔ خوره استفاده می‌شوند. این دوگانگی در بسیاری از فیلم‌ها، نمایش‌های تلویزیونی و کتاب‌های آمریکایی مورد استفاده قرار گرفته‌است.
در پادشاهی متحده بریتانیا، اصطلاح «جوک» اصطلاحی کلیشه ای (نه لزوماً تحقیرآمیز) برای اشاره به یک مرد اسکاتلندی است.

## کلیشه‌ها
ویژگی‌های مختلف یک جاک عبارتند از:
- پرخاشگر، غرور، موهن، حماقت، خودپرستی، حساس به توهین و کوتاه مزاج[۴]
- عضلانی، قد بلند و ورزشکاری
- جذاب
- بی‌ادب
- گریه نمی‌کند یا ضعف یا ترس را نشان نمی‌دهد[۷]
- ترس از در آغوش کسی بودن یا در آغوش کشیدن دوستان آن هم به شکلی افراطی،[۷] مردانگی عملی
- اغلب قلدرمآبی برای دیگران که توانایی دفاع از خود را ندارند، یا اذیت و آزار هر کسی فقط برای به نمایش گذاشتن قدرت
- نمره‌هایشان غالباً در حد نمره قبولی بدون لیاقت یا معذوریت از رفتار بد، است.

### شخصیت‌های دیگر جاک‌ها در رسانه‌ها
| عنوان                     | شخصیت                | بازیگر           |
| ------------------------- | -------------------- | ---------------- |
| جان تاکر باید بمیرد       | جان تاکر             | جسی متکالف       |
| او مرد است                | دوک اورسینو          | چانینگ تاتوم     |
| تین ولف                   | جکسون ویتمور         | کلتون هاینز      |
| داف                       | وسلی راش             | رابی آمل         |
| ۱۳ دلیل برای اینکه        | مونتگومری دو لا کروز | تیموتی گرانادروس |
| سرخوشی (مجموعه تلویزیونی) | جیت جیکوبز           | یعقوب الوردی     |
| گلی (مجموعه تلویزیونی)    | نوح پوکرمن           | مارک سالینگ      |